# 太平里 (太平區)
太平里，是臺灣臺中市太平區所轄的里，昔稱「太平庄一保」，是太平區最早開發地區，也是太平歷史人文發展的起源地。面積為2.1923平方公里，人口有5,991人。與中興里、中政里、中平里、永成里、長億里相鄰，以及與大里區、東區隔大里溪相鄰。

## 里名由來
日治時期屬於台中州大屯郡大平庄大平大字；大正時期大日本製糖株式會社修築運經濟作物的五分仔車鐵道（中南線），由中南驛（今臺中車站後站）出發，過太平驛（建物尚存）後沿今日長億六街繼續往南到大里、霧峰區，一直到中華民國接管臺灣後依舊是竹林、農田景觀。
1950年，畫分在太平村（今太平里）下。

## 歷史沿革
日治時期初期，在大里杙溪（今大里溪）和頭汴坑溪夾峙處之東北面劃設太平庄，再於大正9年（1920年）將其改為大平大字，隸屬大屯郡大平庄。二次大戰結束後，國民政府接收臺灣，以原先大平大字範圍由西至東劃設為太平村、中平村和東平村；本地即為昔日的「「太平庄一保」。
1987年，太平村東半部，因長億建設之造鎮計畫，人口大量移入，遂調整區劃分設新村，命名「長億里」。
民國85年（1996年）8月1日，隨太平鄉升格為縣轄市太平市而改名為太平里。
2010年，臺中縣市合併為直轄市，改為太平區轄下之太平里。

## 旅遊
- 太和宮
- 太和宮曲巷
- 太平舊火車站
- 楊鐵工廠

## 出處
1. ↑  《臺灣地名辭書》卷十二《臺中縣》第二冊》，國史館臺灣文獻館，第41-42頁

### 書籍
- 國立臺灣師範大學地理學系，《臺灣地名辭書》卷十二《臺中縣》第二冊，國史館臺灣文獻館。ISBN 9789860105742

## 外部連結
- 太平區公所－的特色